# Malerforbundet i Danmark
Malerforbundet i Danmark er et fagforbund for faglærte malere, skilteteknikere og autolakerere.
Malerforbundet er medlem af hovedorganisationerne Fagbevægelsens Hovedorganisation (FH) og Byggefagenes Samvirke.
Størstedelen af Malerforbundets medlemmer er beskæftiget indenfor bygge- og anlægssektoren.
Omkring 35 % af forbundets medlemmer er kvinder, hvilket er en høj andel for et håndværksfag.
Forbundets formand er Tonny Olsen.
Forbundet udgiver medlemsbladet Maleren.

## Historie
Forbundet blev grundlagt i 1890.
Før 1891 var det Malernes Fagforening i København, der stod for fagbladet, som første gang udkom i 1885.
Tidligere hed malerforbundets medlemsblad Fagtidende for Malere.
Før 2019 var Malerforbundet medlem af LO.

### Medlemmer
Forbundet havde 8.200 medlemmer i 2014.